# Brachystegia floribunda
Brachystegia floribunda  es una especie de árbol perteneciente a la familia de las fabáceas.  Forma una parte importante de los bosques de miombo. Esta  especie  se encuentra en África tropical.

## Descripción
Es un árbol que alcanza un tamaño de 6-12 (-15) m de altura; con el tronco de 25-50 cm de ciámetro; corona delgada, estrecha y ramificada erecta, por fin difundida e irregularmente redondeada; las hojas colgantes, temblando con la más mínima brisa.

## Ecología
Se encuentra en los bosques de hoja caduca; por lo general una pura especie dominante o codominante con Brachystegia spiciformis, Brachystegia longifolia, Julbernardia paniculata, Faurea saligna, Uapaca, menos a menudo con Brachystegia boehmii, Julbernardia globiflora o Isoberlinia angolensis; etc.

## Distribución
Se distribuye por Angola, Malaui, Mozambique, Tanzania, Zaire, Zambia.

## Taxonomía
Brachystegia floribunda fue descrita por George Bentham y publicado en Hooker's Icones Plantarum 14: pl. 1359. 1881.
Sinonimia
- Brachystegia polyantha Harms (1901)
- Brachystegia nchangensis Greenway (1928)[1]